# Кюжі (Во)
Кюжі (фр. Cugy) — громада  в Швейцарії в кантоні Во, округ Гро-де-Во.

## Географія
Громада розташована на відстані близько 75 км на південний захід від Берна, 6 км на північ від Лозанни.
Кюжі має площу 2,9 км², з яких на 26,2% дозволяється будівництво (житлове та будівництво доріг), 36,2% використовуються в сільськогосподарських цілях, 37,6% зайнято лісами, 0% не є продуктивними (річки, льодовики або гори).

## Демографія
2019 року в громаді мешкало 2765 осіб (+22% порівняно з 2010 роком), іноземців було 23,9%. Густота населення становила 950 осіб/км².
За віковим діапазоном населення розподілялося таким чином: 25,4% — особи молодші 20 років, 58,8% — особи у віці 20—64 років, 15,8% — особи у віці 65 років та старші. Було 1064 помешкань (у середньому 2,6 особи в помешканні).
Із загальної кількості 1122 працюючих 14 було зайнятих в первинному секторі, 272 — в обробній промисловості, 836 — в галузі послуг.